# Marianne Mendt

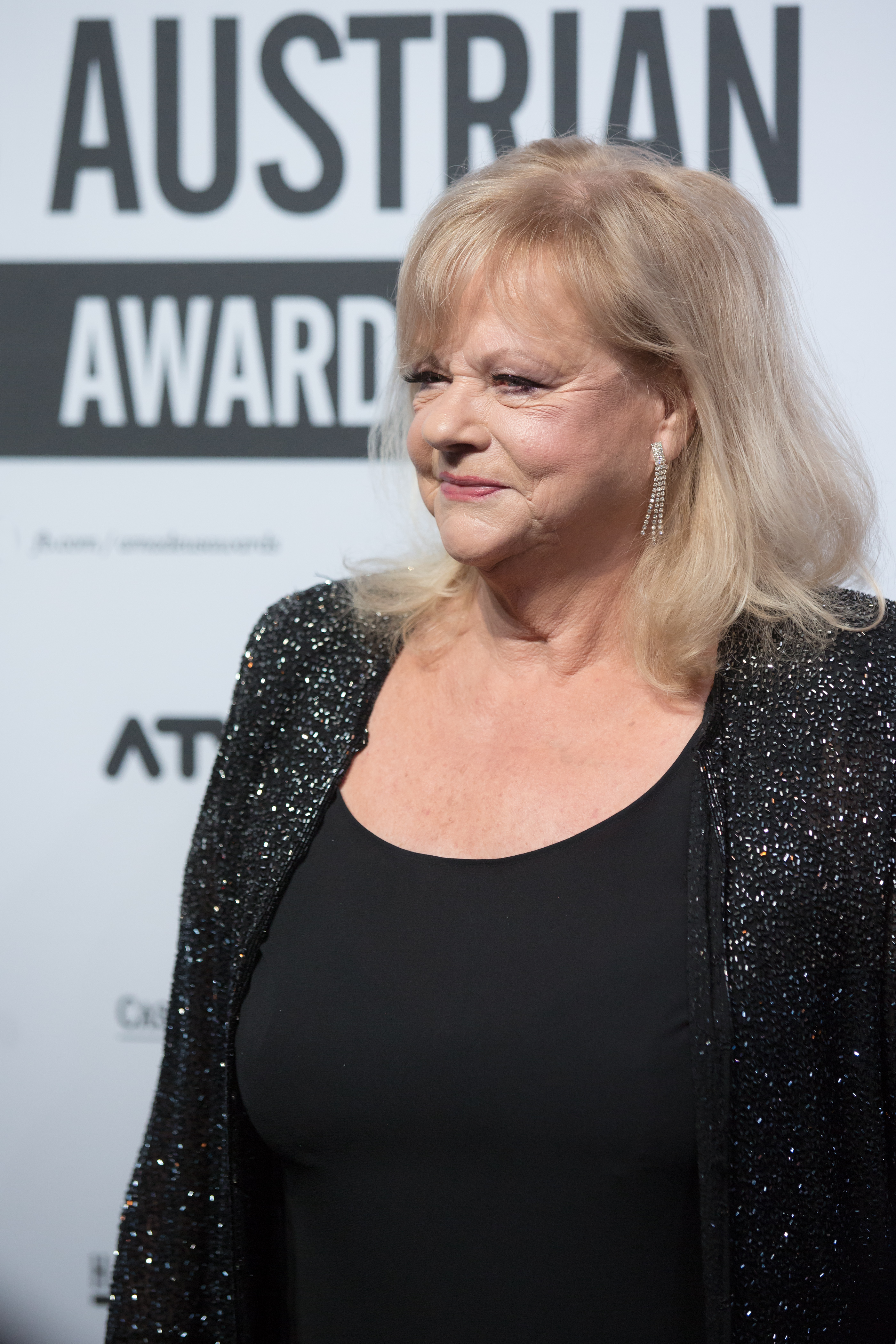
Marianne Mendt (2016)

Marianne Mendt (* 29. September 1945 in Wien als Marianne Krupicka) ist eine österreichische Sängerin und Schauspielerin.

## Leben
Marianne Mendt bekam als Kind Einzelunterricht in klassischem Gesang und genoss sechs Jahre Klavierunterricht. Nach der Handelsschule arbeitete sie drei Jahre beim Waschmittelkonzern Henkel, folgte dann aber ihrer Berufung. Nach einer Gesangsausbildung und abgeleisteter Prüfung als „Vortragskünstlerin“ tourte sie mit ihrer Band The Internationals als Sängerin und Bassistin durch Europa.
1970 kehrte sie nach Wien zurück und wurde von Gerhard Bronner entdeckt. Er schrieb für sie den Text zum Lied Wie a Glock’n, das als Initialzündung für den Austropop und die österreichische „Dialektwelle“ gilt. Die Musik dazu stammte von Hans Salomon und war die Titelmelodie von Bronners satirischer Fernsehsendung „Die große Glocke“. Das Lied wurde in der am 30. Juni 1970 im ersten Programm des ORF ausgestrahlten 10. Folge dieser Sendung präsentiert. Auf dem Album Wie a Glock’n, das Mendt mit Bronner und Salomon unter Mitarbeit von André Heller und Werner Schneyder 1970 veröffentlichte, sind auch (Jazz-)Klassiker wie Mercy, Mercy, Mercy; Spinning Wheel oder der Musical-Hit Aquarius enthalten, zu denen Bronner, Heller und Peter Orthofer einen „österreichischen“ Text schrieben.
Wie a Glock’n wurde im Jahr 2020 vom Popkulturmagazin The Gap im Rahmen des AustroTOP-Rankings auf Platz 8 der „100 wichtigsten österreichischen Popsongs“ gewählt.
1971 vertrat sie Österreich in Dublin beim Eurovision Song Contest, erreichte mit ihrem Lied Musik aber nur den 16. und damit drittletzten Platz.
1972 veröffentlichte Mendt die Langspielplatte Gute Lieder sind wie Pistolen, die von André Heller produziert wurde. Außerdem waren an diesem Album auch Georg Danzer, Robert Opratko und Richard Oesterreicher als Textdichter bzw. Komponisten beteiligt.
Nach der Geburt ihrer Tochter Anna konzentrierte sich Mendt überwiegend auf die Arbeit in Wien und spielte zunehmend auch Theater, unter anderem am Wiener Raimundtheater und am Theater in der Josefstadt, und in Spielfilmen, veröffentlichte aber auch weiterhin Langspielplatten und trat als Sängerin in Fernsehsendungen in Deutschland und Österreich auf. Große Bekanntheit erlangte sie in den Jahren 1992 bis 2000 insbesondere in der Rolle als „Gitti Schimek“ in der ORF-Fernsehserie Kaisermühlen Blues.
Im Jahr 2000 veröffentlichte Mendt das Album Freunde und Propheten, auf dem sie einige ihrer frühen Lieder neu arrangiert als Duette mit einigen ihrer frühen Wegbegleiter wie André Heller oder Georg Danzer neu interpretierte.

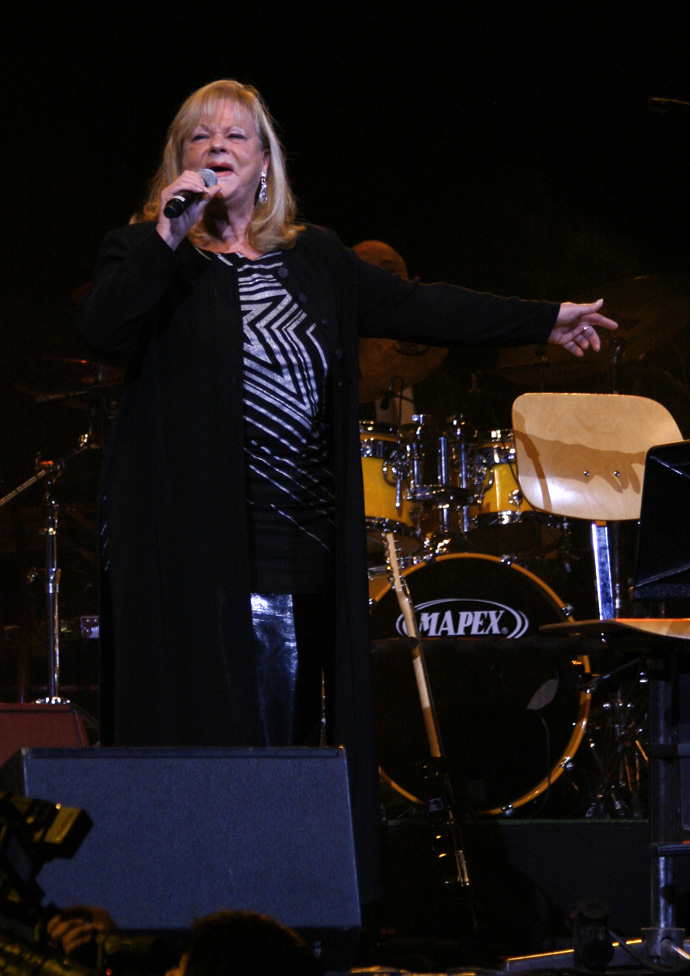
Marianne Mendt (2008)

Ab 2002 war Mendt ein Jahr lang Vorsitzende von SOS Mitmensch.
Sie startete am 1. November 2004 in der Wiener Kulisse den Nachwuchswettbewerb „Take Your Chance“; dieser wurde am 13. Mai 2005 in Dornbirn beendet. Parallel dazu organisierte sie ein Jazzfestival. Dieses MM Jazzfestival fand erstmals vom 14. bis 18. September 2005 in St. Pölten statt, mit Teilnehmern wie Peter Wolf, Upper Austrian Bigband, Lungau Big Band, Karl Ratzer, Richard Oesterreicher und Viktor Gernot, und etablierte sich in den darauffolgenden Jahren, wobei auch junge Talente der MM Jazznachwuchsförderung präsentiert wurden. Seit 2004 gastiert „die“ Mendt zwischen Weihnachten und Neujahr auch regelmäßig mit großem Erfolg mit ihrer Band – Thomas Kugi ts, Oliver Kent p, Werner Feldgrill b, Mario Gonzi dr – im Wiener Jazzland.

## Werk

### Alben
- 1970: Wie a Glock’n… (LP)
- 1972: Gute Lieder sind wie Pistolen (LP)
- 1974: Wienerlieder (LP)
- 1975: Lieder Songs Schlager (LP)
- 1978: Neue Lieder (LP)
- 1994: Momendt (CD)
- 1997: Jazz Mendt Live (Live-CD)
- 2000: Freunde und Propheten (CD)
- 2003: Momendts (Live-CD)
- 2014: More… and more Jazz (CD)
- 2015: That’s Entertainmendt (Live-CD)

### Singles
- 1970: Wie a Glock’n
- 1971: Musik
- 1972: Gute Lieder sind wie Pistolen
- 1972: I wünsch mir zu Weihnachten
- 1972: I bin in dir daham
- 1974: Komm, alter Pianospieler
- 1977: Ich lache Tränen, wenn du lügst
- 1981: Berlin
- 2000: Wie a Glock’n
- 2000: Wird schon werden, mit Georg Danzer

### Soundtracks / Duette
- 1971: Die Sieben Sünden – Soundtrack „Die nackte Gräfin“ – 1 Titel
- 1990: Heasd Karli, du bisd a Wahnsinn, Duett mit Georg Danzer
- 1999: Kaisermühlen Blues – Soundtrack „Kaisermühlen Blues“ – 1 Titel
- 2000: Musical Höhepunkte von Seinerzeit – Ich steig’ auf Liebe nicht mehr ein (aus „Das Appartement“) – 1 Titel
- 2005: Austria for Asia, Benefiz-CD mit Marianne Mendt, Stürmer, Ambros, Fendrich, Danzer, Papermoon etc.
- 2008: Bleib da, Duett mit Georg Danzer – Danzer Live-Album „Und Manchmal Kanns Auch Regnen“
- 2018: Gitti, Duett mit Voodoo Jürgens – Live-Album „Best Of Austria Meets Classics“
- 2018: Wie a Glock’n – Live-Album „Best Of Austria Meets Classics“

### Filmografie
- 1971: Das haut den stärksten Zwilling um
- 1974: Peter Alexander präsentiert Spezialitäten (TV-Serie, eine Folge)
- 1975: Im Paß steht Peter Weck (TV)
- 1976: Feuerwerk
- 1979: Träume kann man nicht verbieten (TV)
- 1983: Dalli Dalli (Fernsehserie, eine Folge)
- 1987: Ein Mann nach meinem Herzen (TV)
- 1990: Roda Roda (TV-Serie)
- 1992–2000: Kaisermühlen-Blues (TV-Serie, 65 Folgen)
- 1992: Vier Frauen sind einfach zuviel (TV)
- 1994: Parkplatz
- 1995: Polizeiruf 110 – Abgründe (TV-Serie)
- 1996: Der See
- 1997: Qualtingers Wien
- 1998: Black Flamingos – Sie lieben euch zu Tode
- 1999: Jahrhundertrevue (TV)
- 2001: Die Windsbraut (Bride of the Wind)
- 2001–2002: Dolce Vita & Co (TV-Serie, 10 Folgen)
- 2003: Kommissar Rex – Berühmt um jeden Preis (TV-Serie)
- 2003: Schlosshotel Orth – Ein unschlagbares Team (TV-Serie)
- 2003: Jetzt erst recht (TV)
- 2003: Dinner for Two (TV)
- 2004: Meine schöne Tochter (TV)
- 2008: Trautmann – Die Hanno-Herz-Story (TV-Serie)
- 2009: Annas zweite Chance (TV)
- 2010: Seine Mutter und ich (TV)
- 2012: Oma wider Willen (TV)
- 2012: Vatertag (TV)
- 2017: Schnell ermittelt (TV-Serie)
- 2020: Vier Saiten (TV)
- 2020: Nicht tot zu kriegen (TV)

## Theater/Musical
- Funny Girl (Musical, Deutsche Erstaufführung), Essen/Köln 1972/1973
- Das Appartement (Musical), Theater an der Wien 1973/1974
- Moral, St. Gallen 1974
- Das Appartement (Musical), Zürcher Schauspielhaus 1976/1977
- Richard’s Korkbein, Grazer Schauspielhaus 1977
- Glaube, Liebe, Hoffnung, Theater in der Josefstadt 1977/1978
- Pariser Leben, Schillertheater Berlin 1978/1979
- Liebelei, Tournee 1981
- Ich steig aus und mach ’ne eigene Show, Tournee 1984
- Die Gigerln von Wien, Raimundtheater 1985
- Die Landstreicher, Raimundtheater 1986
- Alles Walzer, Kammerspiele 1988/1989
- Duell/Duett, österreichische Bühnen 1988/1989
- Besuchszeit, Rabenhof 1990
- Wiener Totentanz, Rabenhof 1990
- Gerüchte – Gerüchte, Kammerspiele 1991
- Der Entertainer, Theater in der Josefstadt 1994
- Lumpazivagabundus, Theater in der Josefstadt 1995/1996
- Nonsens, Metropol 1998
- Liebelei, Reichenau 1999
- Die letzten Tage der Menschheit, Semmering 2000
- Time Out (Musical), Stockerau, 2001/2002

## Auszeichnungen
- Romy als beliebteste Schauspielerin (1994)
- Nestroy-Ring (1995)
- Goldenes Verdienstzeichen des Landes Wien (2005)
- Großes Ehrenzeichen für Verdienste um das Bundesland Niederösterreich (2005)
- Berufstitel Professor (2014)[4]
- Großes Goldenes Ehrenzeichen für Verdienste um das Bundesland Niederösterreich (2015)
- Amadeus Austrian Music Award für das Lebenswerk (2016)[5]